# أويفيند بيرغ
أويفيند بيرغ (بالنرويجية البوكمول: Øyvind Berg)‏ هو كاتب وشاعر نرويجي، ولد في 14 يناير 1959 في أوسلو في النرويج.